# Hybanthus leucopogon
Hybanthus leucopogon är en violväxtart som beskrevs av Benkt U. Sparre. Hybanthus leucopogon ingår i släktet Hybanthus och familjen violväxter. Inga underarter finns listade i Catalogue of Life.